# Encolpius
Encolpius (лат.) — род аранеоморфных пауков из подсемейства Amycinae в семействе пауков-скакунов (Salticidae). Представители рода встречаются в Южной Америке.

## Виды
- Encolpius albobarbatus Simon, 1900 — Бразилия typus
- Encolpius fimbriatus Crane, 1943 — Венесуэла
- Encolpius guaraniticus Galiano, 1968 — Аргентина